# Ana Beatriz Corrêa
Ana Beatriz Silva Corrêa (Sorocaba, 7 febbraio 1992) è una pallavolista brasiliana, centrale della LOVB Madison.

## Carriera

### Club
Nella stagione 2021-22 lascia per la prima volta il campionato brasiliano approdando in Italia per disputare la Serie A1 con la casacca della Savino Del Bene, con cui vince la Challenge Cup. Nella stagione seguente è invece di scena nella Sultanlar Ligi turca, dove difende i colori del Kuzeyboru.

## Palmarès

### Club
- Campionato brasiliano: 1

2011-12
- Coppa del Brasile: 1

2018
- Campionato sudamericano per club: 2

2011, 2014
- Challenge Cup: 1

2021-22
- Campionato Paulista: 3

2016, 2017, 2020
- Campionato Carioca: 1

2018

### Nazionale (competizioni minori)
- Campionato sudamericano under 18 2008
- Campionato sudamericano under 20 2008
- Campionato mondiale under 18 2009
- Campionato mondiale under 20 2009
- Campionato mondiale under 20 2011
- Campionato sudamericano under 20 2010

### Premi individuali
- 2009 - Campionato mondiale under 18: Miglior muro
- 2017 - World Grand Prix: Miglior centrale
- 2018 - Superliga Série A: Miglior muro
- 2019 - Volleyball Nations League: Miglior centrale
- 2019 - Campionato sudamericano: Miglior centrale